# ۲۰۰۰۰ سال در سینگ سینگ
۲۰۰۰۰ سال در سینگ سینگ (انگلیسی: 20,000 Years in Sing Sing) فیلمی آمریکایی در سبک درام به کارگردانی مایکل کورتیز است که در سال ۱۹۳۲ منتشر شد.

## بازیگران
- اسپنسر تریسی
- بت دیویس
- لوئیس کالهرن
- آرتور بایرون
- وارن هایمر
- لایل تالبوت
- آرتور هویت
- آلتریا
- نلا واکر
- هری ویلسون
- کلارنس ویلسون
- گرانت میچل
- هاردی آلبرایت
- شیلا تری